# 走出陽一
走出 陽一（はしりで よういち、1938年〈昭和13年〉 - ）は、日本の経営者。

## 経歴
兵庫県美方郡温泉町（現・新温泉町）に生まれる。
兵庫県立浜坂高等学校卒業後、中山鋼業株式会社に入社。在職中に大学は関西大学夜間部へ進学。
常務在任中の1999年、中山鋼業株式会社は大阪地方裁判所に会社更生法を申請し事実上倒産。